# Jan Dydak
Jan Zygmunt Dydak est un boxeur polonais né à Czeladź le 14 juin 1968 et mort le 27 mars 2019 à Słupsk (Pologne).

## Carrière
Sa carrière amateur est principalement marquée par une médaille de bronze remportée aux Jeux olympiques de Séoul en 1988 en poids welters et une autre aux championnats d'Europe de Göteborg en 1991 dans la catégorie super-welters.

### Jeux olympiques
- Médaille de bronze en -67 kg aux Jeux de 1988 à Séoul

### Championnats d'Europe de boxe amateur
- Médaille de bronze en -71 kg 1991 à Göteborg en Suède

### Championnats de Pologne de boxe
- Jan Dydak a été 3 fois champion de Pologne : en 1987, 1990, et 1991.